# Maurice de Guérin

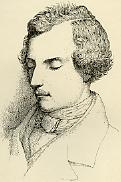
Maurice de Guérin

Maurice de Guérin (* 4. August 1810 im Schloss Cayla bei Andillac; † 19. Juli 1839 ebenda) war ein französischer Schriftsteller.
Maurice de Guérin wuchs in einer katholischen Familie auf dem Gut seines Vaters auf. Er strebte eine kirchliche Karriere an, als er 1824 das Collège Stanislas in Paris besuchte, an dem er Jules Barbey d’Aurevilly kennenlernte. Er gab sein Studium am Collège Stanislas auf, studierte erst Jura, wendete sich dann dem Journalismus zu und publizierte in der Revue Européenne und in L’Avenir.
Im Juli 1830, während der Julirevolution, befand sich de Guérin wieder in Cayla, wo er Louise de Bayne traf, der er einige Gedichte widmete. Er schloss sich Félicité de Lamennais in der Bretagne an. Er lernte dort Hippolyte de la Morvonnais kennen und notierte in seinem Tagebuch Le Cahier Vert einige der Diskussionen, die er bei Lemennais verfolgte. 1835 kehrte er nach Paris zurück, wo er vom Tod der Frau Morvonnais' erfuhr und ihr Page sans titre widmete. In seiner Pariser Zeit, in der er rege am Pariser Salonleben teilnahm, schrieb er Le Centaure, La Bacchante, Glaucus und La Délivrande.
Im November 1838 heiratete de Guérin Caroline de Gervain, erkrankte aber wenig später an Tuberkulose. Er kehrte nach Cayla zurück, wo er am 19. Juli 1839 starb.